# J-REIT
J-REIT（ジェイリート）は、日本の証券取引所に上場しているREIT（不動産投資信託）、投資法人のこと。なお、非上場REITは私募リートと呼ばれる。

## 概要
2001年9月に2銘柄（日本ビルファンド投資法人、ジャパンリアルエステイト投資法人）の上場で始まった。2002年10月には6銘柄となり、2003年以降急激に上場が増え2007年10月には42銘柄に達した。金融危機により2008年10月以降は上場廃止と合併が相次ぎ、2011年11月には34銘柄にまで減少した。2012年6月以降は再び上場が相次ぐことで銘柄数が増加に転じ、2019年12月には64銘柄にまで増加した。その後合併により2020年8月には62銘柄となっている。投資物件については、当初オフィスビルが主体であったが次第に商業施設、住宅、物流施設、ホテル、ヘルスケア施設等へと多様化している。用途別保有額は2020年12月時点においても、オフィスが40.3%を占めており、物流18.2%、商業施設16.8%、住宅14.1%、ホテル8.0%、ヘルスケア1.3%となっている。また、J-REITの時価総額は2019年10月に17兆円に達しており、米国に次ぐ規模になっている。
金融危機（リーマンショック）による金融市場・不動産市況の悪化により、2008年10月にはニューシティ・レジデンス投資法人がJ-REIT初の破綻となった。なお、株式会社が破綻した場合は通常は投資家が損失を被るが、このJ-REITの破綻事例では残余財産が投資家の投資額を上回り、最終的な取引価格よりも上回る払い戻しがなされている。J-REITの資金繰り支援のため、2009年9月には不動産市場安定化ファンドが組成された。以降、2010年2月の東京グロースリート投資法人とエルシーピー投資法人の合併（インヴィンシブル投資法人）、2010年3月のアドバンス・レジデンス投資法人と日本レジデンシャル投資法人の合併など、合併再編が活発化した。
また、J-REITと同じ投信法に基く、非上場の私募リートも、2010年11月に野村不動産プライベート投資法人が運用開始されて以降、設立が相次いでいる。私募リートはJ-REITと違い上場していないため、機関投資家向けの金融商品となっている。
なお、2015年4月30日には、東証にインフラファンド市場が創設された。インフラファンドは、投資対象を不動産ではなくインフラ施設（太陽光発電等）とする投資法人・投資信託である。
2020年には、J-REIT初の敵対的買収により、スターアジア不動産投資法人がさくら総合リート投資法人を吸収合併している。
アドバンス・ロジスティクス投資法人が2024年10月30日に上場廃止、11月1日に三井不動産ロジスティクスパーク投資法人に吸収合併されたことにより、銘柄数は57となり、私募リートの58銘柄を下回ることとなった。
2025年1月28日に3Dインベストメント・パートナーズがNTT都市開発リート投資法人に対する公開買付けを行ったことにより、REITの割安さが再認識されることとなった。

## 指数
東京証券取引所に上場しているJ-REITの全銘柄の時価総額加重平均を算出した指数として東証REIT指数がある。

## J-REITの一覧
全57銘柄が上場している（2024年11月1日現在）。※（廃）は現在は上場廃止となった銘柄
| 上場日         | 銘柄                                                 | 銘柄 コード | 略称 | 備考 |
| -------------- | ---------------------------------------------------- | ----------- | ---- | --- |
| 2001年9月10日  | 日本ビルファンド投資法人                             | 8951        | NBF  | |
| 2001年9月10日  | ジャパンリアルエステイト投資法人                     | 8952        | JRE  | |
| 2002年3月12日  | 日本都市ファンド投資法人                             | 8953        | JMF  | 旧「日本リテールファンド投資法人」。2010年3月1日、ラサール ジャパン投資法人を吸収合併。2021年3月1日、MCUBS MidCity投資法人を吸収合併、日本都市ファンド投資法人に商号変更。 |
| 2002年6月12日  | オリックス不動産投資法人                             | 8954        | OJR  | |
| 2002年6月14日  | 日本プライムリアルティ投資法人                       | 8955        | JPR  | |
| 2002年9月10日  | NTT都市開発リート投資法人                            | 8956        | NUD  | 2021年4月1日に「プレミア投資法人」より商号変更 |
| 2003年9月10日  | 東急リアル・エステート投資法人                       | 8957        | TRE  | |
| 2003年9月25日  | グローバル・ワン不動産投資法人                       | 8958        | GOR  | |
| 2003年12月4日  | （廃）野村不動産オフィスファンド投資法人             | 8959        | NOF  | 2015年9月28日上場廃止。同年10月2日、新設合併により（新）野村不動産マスターファンド投資法人（銘柄コード：3462）として上場 |
| 2003年12月22日 | ユナイテッド・アーバン投資法人                       | 8960        | UUR  | 2010年12月1日、日本コマーシャル投資法人と合併 |
| 2004年2月13日  | 森トラストリート投資法人                             | 8961        | MTR  | 森トラスト総合リート投資法人として上場。2023年3月31日に森トラスト・ホテルリート投資法人を吸収合併し、商号変更 |
| 2004年3月2日   | （廃）日本レジデンシャル投資法人                     | 8962        | NRI  | 2010年2月24日に上場廃止。同年3月2日に新設合併によりアドバンス・レジデンス投資法人（銘柄コード：3269）として上場 |
| 2004年5月17日  | インヴィンシブル投資法人                             | 8963        | INV  | 旧東京グロースリート投資法人。2010年1月27日上場廃止、同年2月1日、エルシーピー投資法人と合併し、インヴィンシブル投資法人へ商号変更 |
| 2004年8月9日   | フロンティア不動産投資法人                           | 8964        | FRI  | |
| 2004年12月15日 | （廃）ニューシティ・レジデンス投資法人               | 8965        | NCR  | 2008年11月10日上場廃止、2010年4月1日、ビ・ライフ投資法人（銘柄コード：8984）と合併。2011年12月1日、大和ハウス・レジデンシャル投資法人（銘柄コード：8984）に商号変更、2016年9月1日、大和ハウスリート投資法人（銘柄コード：3263）を吸収合併し、合併後の商号を大和ハウスリート投資法人（銘柄コード：8984）に変更     |
| 2005年3月8日   | 平和不動産リート投資法人                             | 8966        | HFR  | 旧クレッシェンド投資法人。2010年10月1日、ジャパン・シングルレジデンス投資法人と合併、現商号へ変更 |
| 2005年5月9日   | 日本ロジスティクスファンド投資法人                   | 8967        | JLF  | |
| 2005年6月21日  | 福岡リート投資法人                                   | 8968        | FRC  | |
| 2005年7月12日  | （廃）プロスペクト・レジデンシャル投資法人           | 8969        | PRI  | 2009年4月10日プロスペクト・リート投資法人に名称変更。2010年6月28日上場廃止、同年7月1日、旧リプラス・レジデンシャル投資法人の日本賃貸住宅投資法人（銘柄コード：8986、現：大和証券リビング投資法人）と合併 |
| 2005年7月13日  | （廃）ジャパン・シングルレジデンス投資法人           | 8970        | JSR  | 2010年9月28日上場廃止、同年10月1日、クレッシェンド投資法人と合併、平和不動産リート投資法人（銘柄コード：8966）へ商号変更 |
| 2005年7月21日  | KDX不動産投資法人                                    | 8972        | KDX  | 2014年2月3日にケネディクス不動産投資法人から「ケネディクス・オフィス投資法人」に商号変更。2023年11月1日にケネディクス・レジデンシャル・ネクスト投資法人とケネディクス商業リート投資法人を吸収合併し、現商号に変更。                                                                                               |
| 2005年7月28日  | （廃）積水ハウス・レジデンシャル投資法人             | 8973        | SHI  | 旧「ジョイント・リート投資法人」。スポンサー変更により2010年6月30日、積水ハウス・SI 投資法人へ商号変更 - 2014年6月11日、住宅特化型リートへ変更し、積水ハウス・SI レジデンシャル投資法人へ商号変更2017年6月7日、商号を積水ハウス・レジデンシャル投資法人に変更、2018年5月1日、積水ハウス・リート投資法人に吸収合併 |
| 2005年9月7日   | （廃）ラサール ジャパン投資法人                      | 8974        | LJR  | 2010年2月24日上場廃止、同年3月1日、日本リテールファンド投資法人（銘柄コード：8953）と合併 |
| 2005年10月12日 | いちごオフィスリート投資法人                         | 8975        | IOR  | 2011年11月1日、旧FCレジデンシャル投資法人（銘柄コード：8975）と旧いちご不動産投資法人（銘柄コード：8983）はFCレジデンシャル投資法人を存続投資法人として合併し、いちご不動産投資法人（銘柄コード：8975）へ商号変更。2015年9月5日付で、いちごオフィスリート投資法人へ商号変更                                       |
| 2005年10月19日 | 大和証券オフィス投資法人                             | 8976        | DOI  | 旧DAオフィス投資法人。2010年9月1日、現商号に変更 |
| 2005年10月26日 | 阪急阪神リート投資法人                               | 8977        | HHR  | 2018年9月1日、阪急リート投資法人から商号変更 |
| 2005年11月22日 | （廃）（旧）アドバンス・レジデンス投資法人           | 8978        | ARI  | 2010年2月24日上場廃止、同年3月2日、日本レジデンシャル投資法人と新設合併により（新）アドバンス・レジデンス投資法人（銘柄コード：3269）として上場 |
| 2005年11月30日 | スターツプロシード投資法人                           | 8979        | SPI  | |
| 2006年5月23日  | （廃）エルシーピー投資法人                           | 8980        | LCP  | 2010年1月27日上場廃止、同年2月1日、東京グロースリート投資法人と合併し、インヴィンシブル投資法人（銘柄コード：8963）へ商号変更 |
| 2006年2月15日  | （廃）ジャパン・ホテル・アンド・リゾート投資法人     | 8981        | JHR  | 2012年3月28日上場廃止、同年4月1日に日本ホテルファンド投資法人と合併。合併後の投資法人名は、ジャパン・ホテル・リート投資法人（銘柄コード：8985） |
| 2006年3月1日   | （廃）トップリート投資法人                           | 8982        | TOP  | 2016年8月29日に上場廃止日、同年9月1日、野村不動産マスターファンド投資法人（銘柄コード：3462）と合併 |
| 2006年3月15日  | （廃）（旧）いちご不動産投資法人                     | 8983        | IRI  | 2006年3月15日、クリード・オフィス投資法人として東証上場。2009年3月6日、ジャパン・オフィス投資法人に商号変更。2011年3月4日、いちご不動産投資法人に商号変更。2011年11月1日に旧FCレジデンシャル投資法人（銘柄コード：8975）（現：いちごオフィスリート投資法人）に吸収合併され消滅。                                  |
| 2006年3月22日  | 大和ハウスリート投資法人                             | 8984        | DHI  | ビ・ライフ投資法人が、2010年4月1日、ニューシティ・レジデンス投資法人と合併。2011年12月1日、大和ハウス・レジデンシャル投資法人（銘柄コード：8984）に商号変更2016年9月1日、（旧）大和ハウスリート投資法人と合併し、現商号に変更。                                                                                   |
| 2006年6月14日  | ジャパン・ホテル・リート投資法人                     | 8985        | JHR  | 2012年4月1日に日本ホテルファンド投資法人（銘柄コード：8985）とジャパン・ホテル・アンド・リゾート投資法人が合併し改称。 |
| 2006年6月22日  | 大和証券リビング投資法人                             | 8986        | DLI  | リプラス・レジデンシャル投資法人が、2009年1月21日、日本賃貸住宅投資法人（銘柄コード：8986）に商号変更、2010年7月1日、プロスペクト・リート投資法人と合併。2020年4月1日、現商号に変更、日本ヘルスケア投資法人を吸収合併。                                                                                           |
| 2006年6月27日  | ジャパンエクセレント投資法人                         | 8987        | JEI  | |
| 2006年8月4日   | 日本アコモデーションファンド投資法人                 | 3226        | NAF  | |
| 2006年8月29日  | （廃）MCUBS MidCity投資法人                          | 3227        | MMI  | 旧「MIDリート投資法人」。2015年6月16日、MCUBS MidCity投資法人へ商号変更。2021年3月1日に日本リテールファンド投資法人に吸収合併され消滅、同法人は日本都市ファンド投資法人に商号変更。 |
| 2006年9月26日  | （廃）日本コマーシャル投資法人                       | 3229        | NCI  | 2010年11月26日上場廃止、同年12月1日、ユナイテッド・アーバン投資法人（銘柄コード：8960）と合併 |
| 2006年11月30日 | 森ヒルズリート投資法人                               | 3234        | MHR  | |
| 2007年2月14日  | （廃）野村不動産レジデンシャル投資法人               | 3240        | NRF  | 2015年9月28日、上場廃止、同年10月2日、新設合併により（新）野村不動産マスターファンド投資法人（銘柄コード：3462）として上場 |
| 2007年10月18日 | 産業ファンド投資法人                                 | 3249        | IIF  | |
| 2010年3月2日   | アドバンス・レジデンス投資法人                       | 3269        | ADR  | |
| 2012年4月26日  | （廃）ケネディクス・レジデンシャル・ネクスト投資法人 | 3278        | KDR  | 旧ケネディクス・レジデンシャル投資法人。2018年3月1日、ジャパン・シニアリビング投資法人と合併し現商号に変更。2023年11月1日にケネディクス・オフィス投資法人に吸収合併され消滅（現：KDX不動産投資法人）。 |
| 2012年6月13日  | アクティビア・プロパティーズ投資法人                 | 3279        | API  | |
| 2012年11月28日 | （廃）（旧）大和ハウスリート投資法人                 | 3263        | DHR  | 2016年9月1日、大和ハウス・レジデンシャル投資法人（銘柄コード：8984）に吸収合併され、合併後の商号を大和ハウスリート投資法人（銘柄コード：8984）に変更 |
| 2012年12月21日 | GLP投資法人                                          | 3281        | GLP  | |
| 2013年2月6日   | コンフォリア・レジデンシャル投資法人                 | 3282        | CRR  | |
| 2013年2月14日  | 日本プロロジスリート投資法人                         | 3283        | NPR  | |
| 2013年6月12日  | （廃）（旧）野村不動産マスターファンド投資法人       | 3285        | NMF  | 2015年9月28日、上場廃止、同年10月2日、新設合併により（新）野村不動産マスターファンド投資法人（銘柄コード：3462）として上場 |
| 2013年7月12日  | 星野リゾート・リート投資法人                         | 3287        | HRR  | |
| 2013年10月9日  | Oneリート投資法人                                    | 3290        | ORI  | 2017年6月1日、SIA不動産投資法人より商号変更 |
| 2013年11月22日 | イオンリート投資法人                                 | 3292        | ARI  | |
| 2014年2月7日   | ヒューリックリート投資法人                           | 3295        | HLR  | |
| 2014年4月24日  | 日本リート投資法人                                   | 3296        | NRT  | |
| 2014年6月5日   | （廃）インベスコ・オフィス・ジェイリート投資法人     | 3298        | IOJ  | |
| 2014年11月5日  | （廃）日本ヘルスケア投資法人                         | 3308        | NHI  | 2020年4月1日 大和証券リビング投資法人（銘柄コード：8986）に吸収合併 |
| 2014年11月27日 | トーセイ・リート投資法人                             | 3451        | TSR  | |
| 2014年12月3日  | 積水ハウス・リート投資法人                           | 3309        | SHR  | 2018年5月1日、積水ハウス・レジデンシャル投資法人（8973）を合併 |
| 2015年2月10日  | （廃）ケネディクス商業リート投資法人                 | 3453        | KRR  | 2023年11月1日にケネディクス・オフィス投資法人に吸収合併され消滅（現：KDX不動産投資法人）。 |
| 2015年3月19日  | ヘルスケア&メディカル投資法人                        | 3455        | HCM  | |
| 2015年6月30日  | サムティ・レジデンシャル投資法人                     | 3459        | SRR  | |
| 2015年7月29日  | （廃）ジャパン・シニアリビング投資法人               | 3460        | JSL  | 2018年2月26日、上場廃止、2018年3月1日、ケネディクス・レジデンシャル・ネクスト投資法人（銘柄コード：3278）に吸収合併され消滅 |
| 2015年10月2日  | 野村不動産マスターファンド投資法人                   | 3462        | NMF  | 2016年9月1日、トップリート投資法人と合併 |
| 2015年11月30日 | いちごホテルリート投資法人                           | 3463        | IHR  | |
| 2016年2月17日  | ラサールロジポート投資法人                           | 3466        | LLR  | |
| 2016年4月20日  | スターアジア不動産投資法人                           | 3468        | SAR  | 2020年8月1日にさくら総合リート投資法人を吸収合併 |
| 2016年7月29日  | マリモ地方創生リート投資法人                         | 3470        | MRR  | |
| 2016年8月2日   | 三井不動産ロジスティクスパーク投資法人               | 3471        | MFL  | |
| 2016年8月31日  | 日本ホテル&レジデンシャル投資法人                    | 3472        | SPA  | 2024年2月27日に大江戸温泉リート投資法人より商号変更 |
| 2016年9月8日   | （廃）さくら総合リート投資法人                       | 3473        | SSR  | 2020年8月1日にスターアジア不動産投資法人に吸収合併され消滅 |
| 2016年12月16日 | 投資法人みらい                                       | 3476        | MIR  | |
| 2017年2月7日   | （廃）森トラスト・ホテルリート投資法人               | 3478        | MTH  | 2023年3月31日に森トラスト総合リート投資法人（現：森トラストリート投資法人）に吸収合併され消滅 |
| 2017年9月14日  | 三菱地所物流リート投資法人                           | 3481        | MEL  | |
| 2018年2月7日   | CREロジスティクスファンド投資法人                    | 3487        | CRE  | |
| 2018年2月15日  | ザイマックス・リート投資法人                         | 3488        | XYR  | |
| 2018年7月27日  | タカラレーベン不動産投資法人                         | 3492        | TLR  | |
| 2018年9月7日   | （廃）アドバンス・ロジスティクス投資法人             | 3493        | IAL  | 2022年6月1日、伊藤忠アドバンス・ロジスティクス投資法人より商号変更。2024年10月30日上場廃止、11月1日に三井不動産ロジスティクスパーク投資法人に吸収合併され消滅 |
| 2019年2月13日  | エスコンジャパンリート投資法人                       | 2971        | EJR  | |
| 2019年3月12日  | サンケイリアルエステート投資法人                     | 2972        | SRE  | |
| 2019年12月10日 | SOSiLA物流リート投資法人                             | 2979        | SLR  | |
| 2021年6月22日  | 東海道リート投資法人                                 | 2989        | TRI  | |

略称は、J-REITダイジェスト、DAIWA REAL ESTATE MARKET REPORTを参照。